# Tokimeki Memorial
Tokimeki Memorial (ときめきメモリアル, Tokimeki Memoriaru) és una popular sèrie de videojocs de simulació de cites de Konami. Consta de vuit jocs principals i diversos videojocs derivats. Els seus fans els anomenes pel sobrenom "Tokimemo".
El sistema de joc en Tokimeki Memorial s'enfoca a millorar diversos paràmetres. S'ha d'organitzar entre sortir en cites amoroses i millorar diferents habilitats acadèmiques i esportives amb l'objectiu de fer més atractiu al personatge. Les cites són freqüents però breus, incloent normalment una pregunta de múltiple opció que determina si les estadístiques amoroses del personatge de la cita pugen o baixen. El joc dura els 3 anys de la secundària japonesa (entre 5 i 10 hores de joc) i al final el personatge amb les millors estadístiques amoroses declara el seu amor. Cap joc de la sèrie conté elements eròtics.
Tokimeki Memorial ha sigut adaptat a una sèrie d'anime amb 25 episodis, Tokimeki Memorial Only Love, produït per Konami i Anime International Company, basant-se en Tokimeki Memorial Online, que va sortir a la venda al Japó el 2 d'octubre de 2006.

## Tokimeki Memorial
El joc Tokimeki Memorial fou llançat inicialment per al PC Engine el 27 de maig, 1994. Els seus bons gràfics i veus el feren un èxit inesperat i fou llançat com Tokimeki Memorial forever with you per a la Playstation i la Sega Saturn en 1995, amb una nova OST (vídeo d'inici), so i gràfics millorats i nous minijocs.
En 1996 es va llançar per a la Super Famicom (conegut fora del Japó com la Super Nintendo) amb el nom de Tokimeki Memorial Densetsu no Ki no Shita de, i malgrat tenir menor capacitat de gràfics i so, incloïa un CD exclusiu amb una seqüència dramàtica i una nova versió del tema del final Futari no Toki. En 1999 fou llançat per a la Game Boy Color, en el 2004 per a cel·lulars i en el 2006 per a la PSP.
Escola: Kirameki, Personatge principal: Shiori Fujisaki

## Tokimeki Memorial 2
Tokimeki Memorial 2 fou llançat per a la Playstation en 1999. Va ser un gran èxit al Japó. Incloïa per primera vegada l'"Emotional Voice System (EVS)" amb el qual els personatges podien pronunciar el nom del jugador.
Escola: Hibikino, Personatge principal: Hikari Hinomoto

## Tokimeki Memorial 3
Tokimeki Memorial 3 fou llançat en el 2001 per a la Playstation 2 i va ser el primer joc de simulació de cites amb gràfics de tercera dimensió. Molts fans es van decebre del sistema de joc simplificat i del canvi en l'aparença dels personatges en tercera dimensió, i tingué vendes per sota del que s'havia esperat.
Escola: Moegino, Personatge principal: Yukiko Makihara

## Tokimeki Memorial Girl's Side
Tokimeki Memorial Girl's Side fou llançat en el 2002 dirigit cap a dones. Inclou diversos nous elements com escollir la roba i accessoris i poder decorar la teua habitació. Més tard, fou llançat per a la Nintendo DS al març del 2007 amb el títol Tokimeki Memorial Girl's Side 1st Love. Fou un gran èxit. També s'ha llançat per a PC
Escola: Habataki, Personatge principal: Kei Hazuki

## Tokimeki Memorial Girl's Side 2nd Kiss
Tokimeki Memorial Girl's Side 2nd Kiss fou llançat per a la Playstation 2 en el 2006 com a resposta a la increïble popularitat de Tokimeki Memorial Girl's Side.
Dos anys després, al febrer del 2008, fou llaçat per a Nintendo DS
Escola: Hanegasaki, Personatge principal: Teru Saeki

## Tokimeki Memorial Online
Aquesta és una versió online de Tokimeki Memorial que fou llançada en el 2006 al Japó per a PC. Els servidors del joc es van tancar a finals de juliol de 2007. Un anime basat en aquest joc fou llançat en el 2006.